# گاستون رولانتس
گاستون رولانتس (انگلیسی: Gaston Roelants؛ زادهٔ ۵ فوریهٔ ۱۹۳۷) دونده دو نیمه‌استقامت و ماراتن اهل بلژیک بود.